# معتمدية المزونة
معتمدية المزونة إحدى معتمديات الجمهورية التونسية، تابعة لولاية سيدي بوزيد.
تقع المحمية الوطنية بوهدمة على بعد قرابة عشرين كيلومترا من مركز معتمدية المزونة.

### مواضيع ذات علاقة
- ولاية سيدي بوزيد.

1. 1 2 3 4 5 6 7 8 9  "المناطق الترابية (العمادات) حسب الولايات والمعتمديات". اطلع عليه بتاريخ 2024-11-30.